# Far East Band

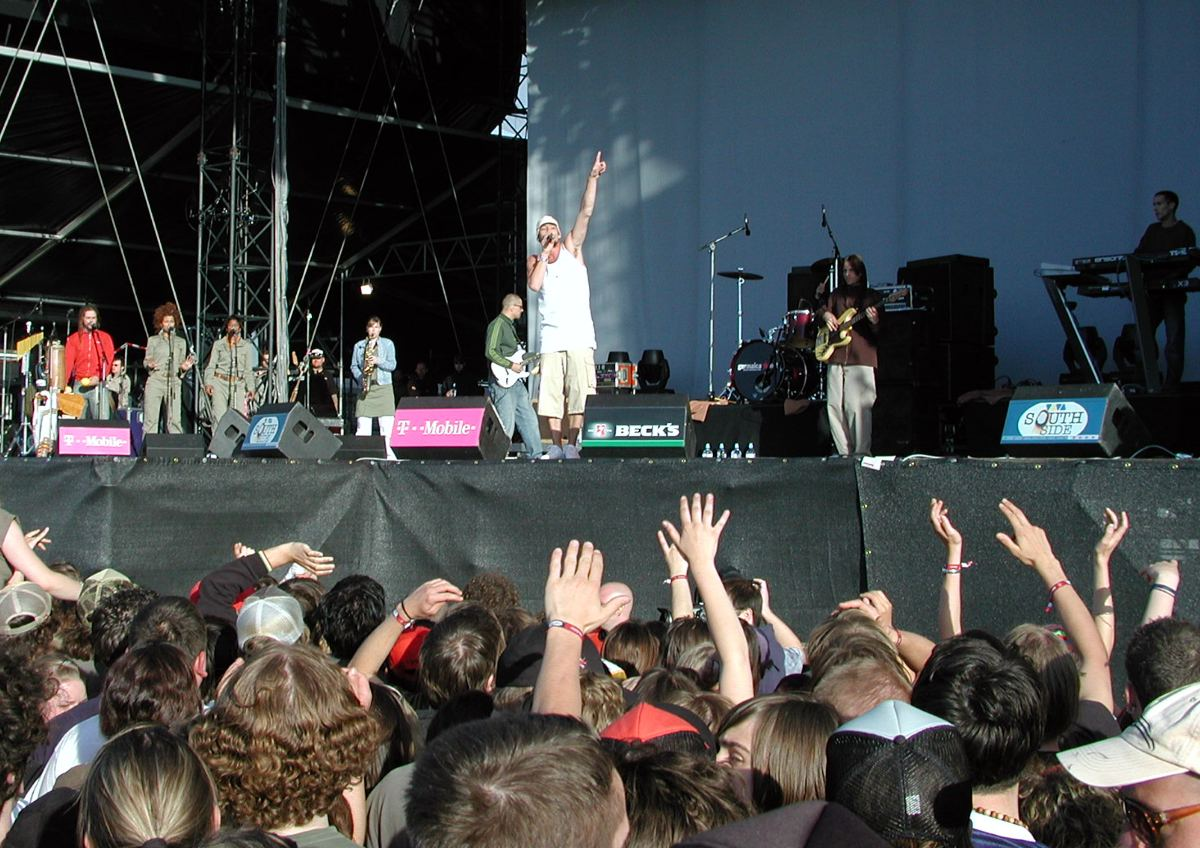
Gentleman & Far East Band auf dem Southside-Festival

Die Far East Band ist eine sechsköpfige deutsche Band, die den Reggaemusiker Gentleman sowie andere Künstler bei ihren Auftritten begleitet.

## Geschichte
Hervorgegangen 1997 aus der Leipziger Band Messer Banzani, stellten deren Produzenten Pionear und Tom mit der Far East Band eine Begleitband zusammen, die mit verschiedenen Künstlern auftreten sollte.
Die Erstbesetzung bestand aus: Johanna Rebbelmund (Saxophon), André Heyer (E-Bass), Andreas Wendland (Gitarre), Marco Baresi (Schlagzeug), Matthias Falkenau (Keyboard).
Im Jahre 2002 kam Peter Fisher als zweiter Gitarrist hinzu. Matthias Falkenau, der die Band wegen familiärer Gründe verließ, wurde 2003 durch Peter Hirsch ersetzt.
Die Band spielte schon mit Musikern wie Fettes Brot, Tolga, Dr. Ring Ding, General Degree, Mono & Nikitaman und weiteren deutschen Künstlern. Seit Gentlemans Deutschlandtour 2002 sind sie mit selbigem auf Tour und begleiten ihn bei seinen Auftritten. 2003 erschien die Live-CD/DVD Gentleman and the Far East Band Live, und an seinem Album Confidence waren sie auch beteiligt (Marco Baresi produzierte den Song After a Storm). Marco Baresi, Matthias Falkenau und Peter Fisher wirkten auch bei dem Soundtrack zu dem Film Almost Heaven (u. a. mit Heike Makatsch) mit. 
Auf dem eigenen Album Tough Enough gibt es viele Gäste-Features: so z. B. D-Flame, Tanya Stephens, Chuck Fenda, Gentleman, Suzie Kerstgens, Fettes Brot und Mamadee. Der Song The Call Up, bei dem Suzie Kerstgens als Sängerin mitwirkte, wurde in zwei Versionen als Single ausgekoppelt: als 7"-Vinyl zusammen mit dem Song The Prince of Peace und als 12"-Vinyl (Remix von Martin Buttrich).
2008 traten sie zusammen mit Dean Dawson für Sachsen beim Bundesvision Song Contest mit dem Lied Unfassbar an, wo sie den fünfzehnten Platz belegten.

## Diskografie
- Gentleman and the Far East Band Live (Doppel-Live-Album (CD/DVD), 2003)
- Confidence (Album von Gentleman, 2004)
- Almost Heaven [Soundtrack] (2005)
- Tough Enough (26. Oktober 2007)
- Unfassbar (15. Februar 2008)
- Tippa Irie & Far East Band – Stick to My Roots (CD/digital, 2010. LockDown Productions)
- Jah Sun and The Far East Band – Gravity (More Love Productions, 2010)